# Dermanura bogotensis
El Murciélago frutero chico de Bogotá (Dermanura bogotensis), no confundir con el Murciélago frutero de Bogotá (Sturnira bogotensis), es una especie de murciélago perteneciente a la familia Phyllostomidae que se puede encontrar en Surámerica.

## Taxonomía y etimología
Su nombre específico "Bogotensis" hace referencia a su holotipo, que fue encontrado en la ciudad de Bogotá, Colombia.
Origianlmente fue descrito como una subespecie de Artibeus cinereus por Knud Andersen en 1906 para posteriormente ser elevado a la categoría de especie en 2008 basándose en diferencias morfológicas y moleculares. Aunque en ese momento aún seguía perteneciento al género Artibeus. No es sino hasta 2014 cuando Dermanura se valida como un género independiente de Artibeus que la clasificación oficial de la especie pasa a ser Dermanura bogotensis.

## Descripción
El pelaje de su espalda puede ser de un color grisáceo o marrón pálido, y sus pelos son ligeramente tricolor; teniendo una base muy pálida, un medio oscuro y la punta plateada. Mientras que su pelaje ventral es de un gris sólido.
Presenta dos franjas anchas y distintivas blanquecinas, una a cada lado de su cara. Tiene una hoja nasal negra. Sus orejas son cortas y redondeadas en las puntas. No hay presencia de cola y tiene el uropatagio corto.
La longitud entre cuerpo y cabeza es entre 42-66 mm. El largo de sus orejas es entre 12-18 mm. El pie tiene longitudes entre 9-12 mm. Y el antebrazo está entre los 37-47 mm. Su peso varía entre 11-16 g.
Su fórmula dental es {\displaystyle {\tfrac {2.1.2.2}{2.1.2.2}}\times 2=28}

## Ecología y comportamiento
Se han observado grupos de esta especie descansando bajo tiendas en forma de "bote" hechas de hojas de plátanos.

### Dieta
Esta especie tiene una dieta frugívora. Se han observado como dispersores de semillas de Ficus americana y Cecropia telenitida.

### Reproducción
Se han visto hembras embarazandas en los meses de mayo, junio y agosto.

## Distribución y hábitat
Se encuentran en un amplio rango en el norde de América del sur. Esto incluye Perú, Colombia, Guyana, Surinam, Venezuela,  Guyana Francesa y Brasil.
Su hábitat principal suelen ser selvas húmedas bajas aunque también se les ha visto en bosques montañosos cercanos a savanas.
No parecen tener preferencia en cuando a altura porque se las ha visto habiatando tanto en las cordilleras de los andes a 2200 m sobre el nivel del mar como en bosques en Perú a 130 metro sobre el nivel del mar.

## Conservación
La UICN clasifica a Dermanura bogotensis como una especie bajo preocupación menor. Actualmente no se identifican amenazas significativas gracias a su amplia distribución.